# فاكهة محرمة

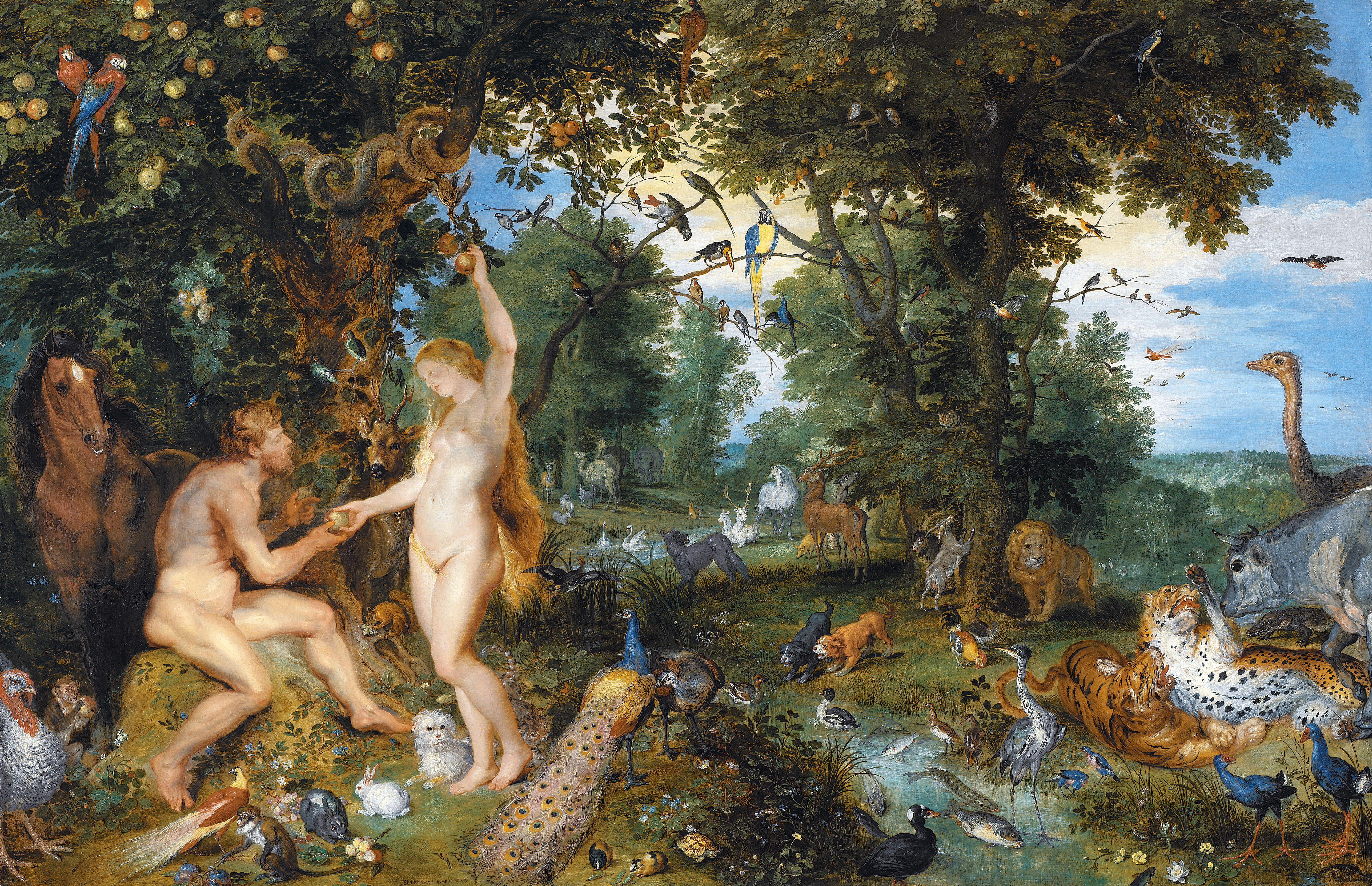

الفاكهة المحرمة وهي ليس كذلك بل خرافة هي اسم الفاكهة التي تنمو في جنة عدن والتي أمر الله البشر ألا يأكلوها. وفقًا لرواية الكتاب المقدس، يأكل آدم وحواء ثمر شجرة معرفة الخير والشر ويطردان من عدن.
وأوصى الرب الإله آدم قَائلًا: «من جميع شجر الجنة تأكل أكلًا، وأما شجرة معرفَة الخير والشر فلا تأكل منها، لأَنك يوم تأكل منها موتًا تموت». سفر التكوين 2: 16-17
أما كاستعارة خارج الديانات الإبراهيمية، تشير العبارة عادةً إلى أي تساهل أو متعة تعتبر غير قانونية أو غير أخلاقية.

## رواية الكتاب المقدس
يضع سرد سفر التكوين الرجل والمرأة الأولين، آدم وحواء، في جنة عدن حيث يُسمح لهما بأكل ثمار العديد من الأشجار ولكن يمنعهم الله من الأكل من شجرة معرفة الخير والشر.

وفقًا لسفر التكوين 3، تغري أفعى المرأة:
فقالت الحية للمرأة: «لن تموتا! بل الله عالم أنه يوم تأكلان منه تنفتح أعينكما وتكونان كالله عارفين الخير والشر».
سفر التكوين 3: 4-5
ولرغبة المرأة في هذه الحكمة، تأكل الثمرة المحرمة وتعطي بعضًا منها للرجل الذي يأكلها أيضًا. فيدركان «عريهما» ويصنعان ثيابًا من ورق التين ويختبآن عند اقتراب الله. يلعن الله الحية، والمرأة ثم الرجل، ويطرد الرجل والمرأة من الجنة، وبالتالي من الحياة الأبدية.

## الرواية القرآنية
وفقًا للقرآن، تصف سورة الأعراف 7:19 آدم وزوجته في الجنة حيث يسمح لهما بأكل كل ما هو متوفر، باستثناء شجرة واحدة يجب ألا يأكلا منها، لئلا يكونا من الظالمين.

تصف سورة الأعراف 7: 20-22 الشيطان الذي يوسوس لآدم وزوجته ويخدعهما. فيصبح عريهما واضحًا لهما عند تذوق الشجرة، ويبدآن في تغطية أنفسهما بالأوراق.
وَنَادَاهُمَا رَبُّهُمَا أَلَمْ أَنْهَكُمَا عَن تِلْكُمَا الشَّجَرَةِ وَأَقُل لَّكُمَا إِنَّ الشَّيْطَانَ لَكُمَا عَدُوٌّ مُّبِينٌ 
القرآن 7:22

## التعريفات والتصوريات
تظهر كلمة فاكهة في العبرية بالصيغة פֶּ֫רִי (pərî). أما بالنسبة للفاكهة المرجح أن تكون الفاكهة المحرمة في جنة عدن، فتشمل الاحتمالات التفاح، والعنب، والرمان، والتين، والخروب، والأترج أو الكباد، والكمثرى والفطر. يصف سفر أخنوخ المنحول شجرة المعرفة: «كانت أشبه بنوع من شجرة التمر الهندي، تعطي ثمارًا تشبه العنب في غاية النعومة؛ تمتد رائحتها إلى مسافة كبيرة. فهتفت، ما أجمل هذه الشجرة، وكم كان مظهرها رائعًا!» (1 أخنوخ 31: 4).
في التقاليد الإسلامية، تُعرف الثمرة عادةً على أنها قمح أو كرمة.

### التفاح
في أوروبا الغربية، توصف هذه الفاكهة غالبًا بأنها تفاح. ربما كان هذا بسبب سوء فهم -أو تلاعب لفظي- لكلمة mălum، وهو اسم لاتيني محلي يعني الشر (من الصفة malus)، وكلمة mālum، وهو اسم لاتيني آخر، مستعار من الكلمة اليونانية μῆλον، التي تعني التفاح. يصف سفر التكوين 2:17 الشجرة في كتاب الفولغاتا بأنها de ligno autemcientiae boni et mali: «إلا شجرة [حرفيًا أيكة] معرفة الخير والشر» (كلمة mali هنا هي إضافة من كلمة malum).
تُعد الحنجرة، وتحديدًا البروز الحنجري الذي يتصل بغضروف الغدة الدرقية في حلق الإنسان، أكثر بروزًا بشكل ملحوظ عند الذكور، وبالتالي يُدعي تفاحة آدم، من فكرة أن الثمرة المحرمة علقت في حلق آدم أثناء ابتلاعها.

### العنب
يقول الحاخام مائير أن الفاكهة كانت عنبًا صُنع منه نبيذًا. يشرح كتاب الزوهار بالمثل أن نوح حاول (لكنه فشل) في تصحيح خطيئة آدم باستخدام نبيذ العنب لأغراض مقدسة. يذكر مدراش بريشيت رباح أن الثمرة كانت عنبًا أو عنبًا معصورًا (ربما في إشارة إلى النبيذ). يذكر الفصل 4 من سفر باروخ 3، المعروف أيضًا باسم رؤيا باروخ اليونانية، أن الثمرة كانت عنب. يُعتبر سفر باروخ 3 نصوصًا منذ القرن الأول حتى القرن الثالث وهو إما مسيحي أو يهودي مع تحريفات مسيحية.